# Polymyces montereyensis
Polymyces montereyensis is een rifkoralensoort uit de familie van de Flabellidae. De wetenschappelijke naam van de soort is voor het eerst geldig gepubliceerd in 1947 door Durham.